# Timothy McNeal
Timothy McNeal, eigentlich Hermann Alfred Schumacher, (* 15. September 1944 in Gumbinnen, Ostpreußen; † 24. Februar 2011 in Alzey) war ein deutscher Schriftsteller und Anglist. Er schrieb Mystery-, Science-Fiction- und Kriminalromane sowie Gedichte in deutscher und englischer Sprache. Einen Großteil seines Lebens verbrachte er in Alzey/Rheinhessen, wo er neben seiner Schriftstellertätigkeit als Gymnasiallehrer, Übersetzer und Polizeidolmetscher arbeitete.

## Auszeichnungen
Timothy McNeal wurde mehrfach ausgezeichnet. U.a. erhielt er folgende Preise: 
- Karlheinz-Urban-Medaille 1981
- Featured Poet 1995 – Sparrowgras Poetry Newsletter (USA)
- Freiburger Geschichten Preis 1997
- Featured International Writer 1997-Verses (USA)
- Anthologie-Lyrik-Preis 2000 – literature.de
- Poet of the Month – angelfire.com (USA)

Außerdem wurde er nominiert für den Phantastik-Preis Wetzlar 1998–2000 sowie den Kurd-Laßwitz-Preis 1999/2000.

## Werke: Lyrik
- Von Erewohn nach Xanadu, Gedichte, 1981
- Saisonale Entwürfe, Gedichte, 1981
- Albedo,  Gedichte/Poems (zweisprachig, engl./dt.), 1983
- Twilight, Poems (engl.), 1986
- Timeless Without Time, Poems (engl.), 2002

## Werke: Prosa
Die ACB-Mystery-Reihe:
- Die Farbe des Schwefels, 1997
- Der Tod der Physiker, 1998
- Das Grab des Fürsten, 1999
- Die ChronosChronik, 2000
- Equinox, 2001

Die VES-Mystery-Reihe:
- Die VorholzFürstin, 2002
- Das PointZero Experiment, 2003
- RheinhessenKelten, 2004
- MillenniumMonster, 2005
- Versuch 5, 2006

- RheinhessenRequiem (Kriminalroman), 2008

Die Sphaeronauten-Trologie:
- Erster Band – LakeLand, 2010 (auch als Hörbuch)
- Zweiter Band – Quantenflüsterer, 2010 (auch als Hörbuch)
- Dritter Band – CherokeeCharade, 2010 (auch als Hörbuch)

- Das H.E.A.R.-Protokoll (SF-Roman), 2011